# Selenia ialensis
Selenia ialensis är en fjärilsart som beskrevs av Vaughan-roberts 1950. Selenia ialensis ingår i släktet Selenia och familjen mätare. Inga underarter finns listade.